# Abu al-Abbas al-Mursi
Abu al-Abbas al-Mursi (szejk Szihab ad-Din Abu al-Abbas Ahmad ibn Umar ibn Muhammad al-Ansari al-Mursi; arab. أبو العباس المرسي; ur. w 1219 w Andaluzji, zm. w 1286 w Aleksandrii) – suficki święty i nauczyciel.

## Życiorys
Pochodził z bogatej rodziny kupieckiej. Odebrał staranne wykształcenie, znany był z uczciwości i filantropii. 
W 1242, na skutek rosnących wpływów chrześcijańskich w Hiszpanii, opuścił, wraz z rodziną, Andaluzję i udał się do Tunezji. Tam spotkał szejka Abu al-Hasana asz-Szazilego, z którym kontynuował podróż do Aleksandrii, będącej celem wielu muzułmanów uchodzących z Hiszpanii. Został najlepszym uczniem asz-Szazilego i jego zięciem. 
Do śmierci pozostał nauczycielem w Aleksandrii. Nad jego grobowcem w roku 1307 zbudowano meczet, kilkakrotnie przebudowywany i rozbudowany, który był licznie odwiedzany przez pielgrzymujących do Mekki.
Obecny meczet pochodzi z 1775, odrestaurowany w 1943 i jest uważany za najważniejszy z historycznych meczetów Aleksandrii.